# Bereza, Ratne
Bereza (în ucraineană Береза) este un sat în comuna Vîsocine din raionul Ratne, regiunea Volînia, Ucraina.

## Demografie
Componența lingvistică a localității Bereza
     Ucraineană (98,91%)
     Rusă (1,09%)
Conform recensământului din 2001, majoritatea populației localității Bereza era vorbitoare de ucraineană (98,91%), existând în minoritate și vorbitori de rusă (1,09%).